# Médias au Venezuela
Le Venezuela compte plusieurs journaux, stations de radios et stations de télévisions.
Les médias vénézuéliens sont très majoritairement privés et hostiles au gouvernement d'Hugo Chávez. La plupart ont encouragé le coup d’État d'avril 2002 en diffusant délibérément une fausse information selon laquelle des militants socialistes auraient ouvert le feu sur une foule d'opposants. En direct sur la chaine de télévision Venevisión, le vice-amiral Victor Ramírez Pérez, acteur du putsch, déclare : « On a eu une arme capitale : les médias. Et, puisque l’occasion se présente, je tiens à vous en féliciter. »
En décembre 2004, Chávez adopte le décret d’application de la loi de responsabilité sociale de la radio et de la télévision. Le texte impose des quotas minimums de programmes nationaux et place le Venezuela en conformité avec la convention américaine relative aux droits de l'homme en encadrant la programmation d’images à caractère sexuel ou violent (interdites entre 7 et 23 heures) et proscrit la publicité pour l’alcool et le tabac. Enfin, il prohibe les messages qui « promeuvent la haine et l’intolérance religieuses, politiques, de genre, racistes ou xénophobes », ceux qui « suscitent l’angoisse au sein de la population » ainsi que les informations « fausses ».
Une étude réalisée en 2010 par le Centre for Economic Policy Research (CEPR) sur l’audience des chaînes de télévision vénézuéliennes indique que la part des chaînes publiques est de 5,4 %, celle des chaînes privées de 61,42 % et celle de la télévision à péage de 33,14 %.

## Télévisions
- Radio Caracas Televisión - RCTV
- Globovision
- Venevisión
- Televen
- Tele Sur
- Venezolana de Televisión

## Radios
- Radio Caracas Radio (RCR)
- Caracas 92.9 FM
- Magica 91.1 FM
- La Megaestacion
- Planeta
- Radio Venezuela
- Unión Radio
- CNB
- KYS FM
- Radio Nacional de Venezuela

## Journaux
- El Nacional
- El Universal
- El Impulso
- Panorama
- El Siglo
- El Mundo